# Associazione Sportiva Roma 1929-1930
Questa voce raccoglie le informazioni riguardanti l'Associazione Sportiva Roma nelle competizioni ufficiali della stagione 1929-1930.

## Stagione

Il portiere giallorosso Ballanti respinge gli attacchi della Juventus nella trasferta del 1º giugno 1930

Per la prima volta il campionato di Serie A viene disputato in un girone unico. La Roma si trasferisce dopo la quinta giornata di campionato nel nuovo Campo Testaccio; sulla panchina giallorossa il tecnico Guido Baccani che aveva preso il posto dell'inglese Garbutt, viene sostituito a partire dall'ottava giornata da un altro allenatore d'Oltremanica, Herbert Burgess. Il primo derby, contro la Lazio termina per 1-0 a favore della Roma con gol di Rodolfo Volk. La stagione dei giallorossi si conclude con un sesto posto in classifica.

## Divise
Nelle partite casalinghe la Roma utilizza la stessa divisa dell'anno precedente: maglia a strisce giallorosse con pantaloncini bianchi e calzettoni neri con banda giallorossa orizzontale. La seconda divisa è costituita da maglia verde con banda giallorossa orizzontale tra torace e addome, pantaloncini bianchi e calzettoni neri con bande giallorosse orizzontali. I portieri hanno una maglia grigia, pantaloncini e calzettoni neri, questi con banda giallorossa orizzontale come decorazione.
| Casa | Trasferta | Portiere |

## Organigramma societario
Di seguito l'organigramma societario.
Area direttiva
- Presidente: Renato Sacerdoti

Area tecnica
- Allenatore: Guido Baccani, poi dall'8ª giornata Herbert Burgess

## Rosa
Di seguito la rosa.
| N. |                   | Ruolo | Calciatore        |
| -- | ----------------- | ----- | ----------------- |
|    | Italia (bandiera) | P     | Bruno Ballanti    |
|    | Italia (bandiera) | D     | Gianangelo Barzan |
|    | Italia (bandiera) | D     | Giorgio Carpi     |
|    | Italia (bandiera) | D     | Giovanni Corbjons |
|    | Italia (bandiera) | D     | Giovanni Degni    |
|    | Italia (bandiera) | D     | Mario De Micheli  |
|    | Italia (bandiera) | D     | Bruno Finesi      |
|    | Italia (bandiera) | D     | Attilio Mattei    |
|    | Italia (bandiera) | C     | Oreste Benatti    |
|    | Italia (bandiera) | C     | Fulvio Bernardini |
|    | Italia (bandiera) | C     | Mario Bossi       |

| N. |                      | Ruolo | Calciatore                     |
| -- | -------------------- | ----- | ------------------------------ |
|    | Italia (bandiera)    | C     | Walter Corsanini               |
|    | Italia (bandiera)    | C     | Pietro Dalle Vedove            |
|    | Italia (bandiera)    | C     | Raffaele D'Aquino              |
|    | Italia (bandiera)    | C     | Cesare Augusto Fasanelli       |
|    | Italia (bandiera)    | C     | Attilio Ferraris IV (capitano) |
|    | Italia (bandiera)    | C     | Armando Preti                  |
|    | Italia (bandiera)    | C     | Alfredo Welby                  |
|    | Argentina (bandiera) | A     | Arturo Chini Ludueña           |
|    | Italia (bandiera)    | A     | Fernando Eusebio               |
|    | Italia (bandiera)    | A     | Luigi Ossoinach                |
|    | Italia (bandiera)    | A     | Rodolfo Volk                   |

## Calciomercato
Di seguito il calciomercato.
| Acquisti | Acquisti            | Acquisti  | Acquisti   |
| R.       | Nome                | da        | Modalità   |
| -------- | ------------------- | --------- | ---------- |
| D        | Bruno Finesi        | -         | svincolato |
| C        | Walter Corsanini    | Cremonese | definitivo |
| C        | Pietro Dalle Vedove | Cremonese | definitivo |
| A        | Luigi Ossoinach     | Prato     | definitivo |

| Cessioni | Cessioni                 | Cessioni    | Cessioni      |
| R.       | Nome                     | a           | Modalità      |
| -------- | ------------------------ | ----------- | ------------- |
| P        | Giuseppe Ernesto Rapetti | Alessandria | definitivo    |
| C        | Bruno Ricci              | -           | svincolato    |
| C        | Pierino Rovida           | -           | fine carriera |
| C        | Carlo Zamporlini         | Terni       | definitivo    |
| A        | Mario Bussich            | Terni       | definitivo    |

## Risultati

### Serie A

#### Girone d'andata
| Arbitro: | Rovida (Milano) |

|                                   |           |          |
| Alessio 8’ Avalle 53’ Ferrari 75’ | Marcatori | 39’ Volk |

| Arbitro: | Pessato (Monfalcone) |

|                                                                                |           |  |
| Chini 7’ Ossoinach 13’, 37’, 80’ Volk 42’, 49’, 87’ Bernardini 86’ Benatti 88’ | Marcatori |  |

| Arbitro: | Guarnieri (Milano) |

|              |           |          |
| Pasinati 82’ | Marcatori | 25’ Volk |

| Arbitro: | Lenti (Genova) |

|                                           |           |           |
| Moroni 25’ Ranelli 56’ Tansini 68’ (rig.) | Marcatori | 19’ Chini |

| Arbitro: | Rovida (Milano) |

|                         |           |              |
| Volk 49’ Bernardini 60’ | Marcatori | 88’ Prosperi |

| Arbitro: | Dani (Genova) |

|                   |           |                |
| Chini 6’ Volk 62’ | Marcatori | 35’, 41’ Vojak |

| Arbitro: | Caironi (Milano) |

|                 |           |  |
| Bajardi 6’, 68’ | Marcatori |  |

| Arbitro: | Bruna (Venezia) |

|                       |           |  |
| Benatti 27’ Chini 84’ | Marcatori |  |

| Arbitro: | Carraro (Padova) |

|  |           |          |
|  | Marcatori | 78’ Volk |

| Arbitro: | Giorgi (Milano) |

|                       |           |  |
| Benatti 10’ Chini 80’ | Marcatori |  |

| Arbitro: | Lenti (Genova) |

|          |           |  |
| Zini 13’ | Marcatori |  |

| Arbitro: | A.Gama (Milano) |

|               |           |                      |
| Carnevali 82’ | Marcatori | 17’ Benatti 21’ Volk |

| Arbitro: | Carraro (Padova) |

|                              |           |                                     |
| Benatti 33’ Chini 51’ (rig.) | Marcatori | 15’ Zanni 20’ Cevenini 48’ Munerati |

| Arbitro: | Bruna (Venezia) |

|                                             |           |               |
| Rossi 14’, 28’, 43’, 61’, 66’ Bonivento 69’ | Marcatori | 55’ Fasanelli |

| Arbitro: | Rovida (Milano) |

|            |           |  |
| Miotti 60’ | Marcatori |  |

| Arbitro: | Caironi (Milano) |

|                   |           |                        |
| Chini 5’ Volk 34’ | Marcatori | 25’ Maini 87’ Schiavio |

| Arbitro: | Rovida (Milano) |

|                                              |           |  |
| Vecchina 20’ Bedendo 48’ (rig.) Prendato 68’ | Marcatori |  |

#### Girone di ritorno
| Arbitro: | U. Gama (Milano) |

|          |           |             |
| Volk 21’ | Marcatori | 72’ Borelli |

| Arbitro: | Scarpi (Dolo) |

|             |           |  |
| Dossena 27’ | Marcatori |  |

| Arbitro: | Garbieri (Genova) |

|                                                     |           |  |
| Bernardini 8’, 25’ Volk 47’ Chini 65’ Fasanelli 77’ | Marcatori |  |

| Arbitro: | Dani (Genova) |

|          |           |  |
| Volk 84’ | Marcatori |  |

| Arbitro: | Bruna (Venezia) |

|              |           |              |
| Giuliani 32’ | Marcatori | 4’ Fasanelli |

| Arbitro: | Carraro (Padova) |

|           |           |                |
| Vojak 33’ | Marcatori | 15’ Bernardini |

| Arbitro: | Rovida (Milano) |

|                                                                       |           |  |
| Chini 27’ Volk 43’, 54’, 85’ Benatti 66’ Fasanelli 75’ Bernardini 76’ | Marcatori |  |

| Arbitro: | Gonani (Ravenna) |

|                                                   |           |  |
| Meazza 1’, 3’, 4’, 40’ Visentin 45’ Blasevich 65’ | Marcatori |  |

| Arbitro: | U.Gama (Milano) |

|                                   |           |             |
| Bernardini 27’ Volk 40’ Chini 60’ | Marcatori | 15’ Pastore |

| Arbitro: | Barlassina (Novara) |

|                               |           |           |
| Puerari 19’ Levratto 38’, 77’ | Marcatori | 28’ Chini |

| Arbitro: | Dani (Genova) |

|                           |           |  |
| Eusebio 66’ Fasanelli 88’ | Marcatori |  |

| Arbitro: | Casetta (Milano) |

|                                          |           |                             |
| Eusebio 16’, 17’ Preti 20’ Fasanelli 75’ | Marcatori | 43’ Carnevali 70’ Piccaluga |

| Arbitro: | Turbiani (Ferrara) |

|                        |           |              |
| Zanni 42’ Cesarini 43’ | Marcatori | 2’ Fasanelli |

| Arbitro: | Mastellari (Bologna) |

|                                               |           |  |
| Bernardini 25’, 79’ Preti 27’, 39’ Barzan 66’ | Marcatori |  |

| Arbitro: | Turbiani (Ferrara) |

|                                        |           |  |
| Bernardini 25’ Fasanelli 39’ Chini 63’ | Marcatori |  |

| Arbitro: | Rovida (Milano) |

|                                                 |           |                         |
| Degni 13’ (aut.) Maini 22’, 42’, 86’ Busini 32’ | Marcatori | 16’ Bernardini 39’ Volk |

| Arbitro: | Dani (Genova) |

|                                                                |           |  |
| Volk 2’, 41’, 46’ Benatti 9’, 61’, 74’ Chini 26’ Fasanelli 38’ | Marcatori |  |

## Statistiche
Di seguito le statistiche.

### Statistiche di squadra
| Competizione | Punti | In casa | In casa | In casa | In casa | In casa | In casa | In trasferta | In trasferta | In trasferta | In trasferta | In trasferta | In trasferta | Totale | Totale | Totale | Totale | Totale | Totale | DR  |
| Competizione | Punti | G       | V       | N       | P       | Gf      | Gs      | G            | V            | N            | P            | Gf           | Gs           | G      | V      | N      | P      | Gf     | Gs     | DR  |
| ------------ | ----- | ------- | ------- | ------- | ------- | ------- | ------- | ------------ | ------------ | ------------ | ------------ | ------------ | ------------ | ------ | ------ | ------ | ------ | ------ | ------ | --- |
| Serie A      | 36    | 17      | 13      | 3       | 1       | 60      | 12      | 17           | 2            | 3            | 12           | 13           | 40           | 34     | 15     | 6      | 13     | 73     | 52     | +21 |
| Totale       |       | 17      | 13      | 3       | 1       | 60      | 12      | 17           | 2            | 3            | 12           | 13           | 40           | 34     | 15     | 6      | 13     | 73     | 52     | +21 |

### Andamento in campionato
| Giornata  | 1  | 2 | 3 | 4  | 5 | 6 | 7  | 8  | 9 | 10 | 11 | 12 | 13 | 14 | 15 | 16 | 17 | 18 | 19 | 20 | 21 | 22 | 23 | 24 | 25 | 26 | 27 | 28 | 29 | 30 | 31 | 32 | 33 | 34 |
| --------- | -- | - | - | -- | - | - | -- | -- | - | -- | -- | -- | -- | -- | -- | -- | -- | -- | -- | -- | -- | -- | -- | -- | -- | -- | -- | -- | -- | -- | -- | -- | -- | -- |
| Luogo     | T  | C | T | T  | C | C | T  | C  | T | C  | T  | T  | C  | T  | T  | C  | T  | C  | T  | C  | C  | T  | T  | C  | T  | C  | T  | C  | C  | T  | C  | C  | T  | C  |
| Risultato | P  | V | N | P  | V | N | P  | V  | V | V  | P  | V  | P  | P  | P  | N  | P  | N  | P  | V  | V  | N  | N  | V  | P  | V  | P  | V  | V  | P  | V  | V  | P  | V  |
| Posizione | 11 | 8 | 8 | 10 | 9 | 8 | 13 | 10 | 8 | 5  | 7  | 6  | 7  | 8  | 9  | 10 | 11 | 11 | 12 | 11 | 10 | 10 | 10 | 8  | 10 | 9  | 9  | 8  | 6  | 9  | 7  | 6  | 8  | 6  |

Legenda:

Luogo: C = Casa; T = Trasferta. Risultato: V = Vittoria; N = Pareggio; P = Sconfitta.

### Statistiche dei giocatori
| Giocatore       | Serie A  | Serie A |
| Giocatore       | Presenze | Reti    |
| --------------- | -------- | ------- |
| B. Ballanti     | 34       | -52     |
| G. Barzan       | 22       | 1       |
| G. Carpi        | 12       | 0       |
| O. Benatti      | 30       | 9       |
| F. Bernardini   | 24       | 11      |
| M. Bossi        | 5        | 0       |
| A. Chini        | 30       | 13      |
| G. Corbyons     | 2        | 0       |
| W. Corsanini    | 2        | 0       |
| R. D'Aquino     | 15       | 0       |
| P. Dalle Vedove | 6        | 0       |
| M. De Micheli   | 30       | 0       |
| G. Degni        | 34       | 0       |
| F. Eusebio      | 5        | 3       |
| C.A. Fasanelli  | 26       | 9       |
| A. Ferraris IV  | 34       | 0       |
| B. Finesi       | 1        | 0       |
| A. Mattei       | 16       | 0       |
| L. Ossoinach    | 8        | 3       |
| A. Preti        | 5        | 3       |
| R. Volk         | 31       | 21      |
| A. Welby        | 1        | 0       |

### Videografia
- Manuela Romano (a cura di), La storia della A.S. Roma (10 DVD-Video), Corriere dello Sport, Rai Trade, 2006.